# Centro Nacional de Cine Oleksandr Dovzhenko

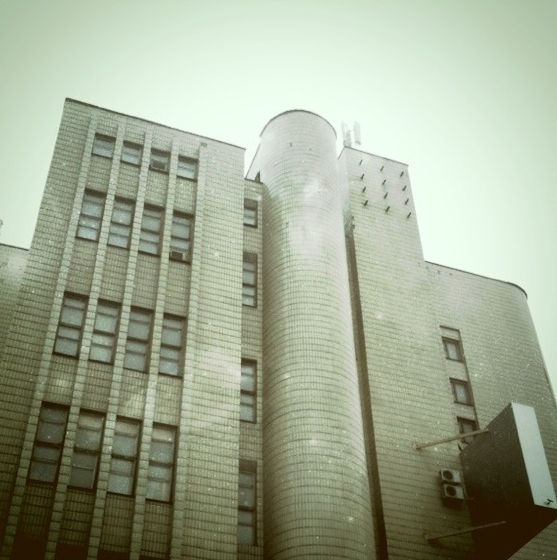
Edificio del Centro Nacional Oleksandr Dovzhenko, Kiev, Ucrania

El Centro Nacional Oleksandr Dovzhenko (en ucraniano: Національний центр Олександра Довженка; también Centro Dovzhenko, en ucraniano: Довженко-Центр) es el archivo cinematográfico estatal y también un centro cultural de Kiev, Ucrania.

## Historia
Fue fundado en 1994 por un decreto del Presidente de Ucrania. n el año 2000, el Centro Dovzhenko se fusionó con la antigua Fábrica de Impresión Cinematográfica de Kiev (creada en 1948), la única y más grande de su tipo en Ucrania, y se hizo cargo de sus propiedades, instalaciones y colección de películas. Desde 2006, el Centro es miembro de la Federación Internacional de Archivos Fílmicos. El Estudio de Cine de Animación de Ucrania (también conocido como Ukranimafilm, creado en 1990) se incorporó al Centro en 2019.
Entre 2016 y 2019, las antiguas instalaciones industriales del Centro se sometieron a una completa renovación y remodelación, y se convirtieron en un clúster cultural multiforme. En septiembre de 2019, el Centro abrió el primer Museo del Cine de Ucrania.

## Estructura
El Centro Dovzhenko cuenta con un depósito de películas, laboratorios químicos y digitales, el Museo del Cine, un archivo de películas y una mediateca. La institución se encuentra en un edificio de ocho plantas en el distrito de Goloseyev de Kiev. También gestiona un local de artes escénicas con 300 plazas, Scene 6, situado en su sexta planta, junto con varias compañías y colectivos independientes de teatro, música y artes escénicas.

## Colección
La colección de películas del Centro Dovzhenko incluye más de 7.000 largometrajes, documentales y películas de animación ucranianas, rusas, americanas y europeas, así como miles de documentos de archivo, fotos, carteles y otros objetos que representan la historia del cine ucraniano desde principios del siglo XX hasta la actualidad. La copia de película más antigua conservada por el Centro data de 1910, y el largometraje ucraniano más antiguo de la colección del Centro se produjo en 1922.